# Cimetière de Bouère
Le cimetière de Bouère est un cimetière communal situé à Bouère, en France. Il est caractérisé par un décor de type jardin à la française qui est constitué de buis et d’ifs centenaires. La végétation, la géométrie et la forme des lieux sont protégées par le statut de monuments historiques.

## Description
Il présente un quadrilatère divisé en quatre carrés aux angles abattus bordés de haies de buis, eux-mêmes divisés par des allées en croix marquées par des ifs taillés.

## Localisation
Le cimetière est situé sur la commune de Bouère, dans le département français de la Mayenne.

## Historique
À l’origine, il existait deux cimetières à Bouère : 
- le cimetière attenant à l’église où l’on enterrait les enfants ;
- le cimetière de la Madeleine[1].

Le cimetière de Bouère est créé en 1778 à l'initiative du curé René-Robert Bourdet. Le cimetière est béni par l'évêque du Mans François-Gaspard de Jouffroy de Gonsans vers 1780. Un petit oratoire a été construit en 1810 à l'angle sud-ouest.
L'édifice est inscrit au titre des monuments historiques en 2005.

## Personnalités enterrées
- René-Robert Bourdet, curé de Bouère, député aux États généraux de 1789.
- Marin-Pierre Gaullier, chef chouan
- Pierre Gaullier, fils du précédent
- Marcellin Eucher Pourpe[3], officier d'infanterie, né en 1814 à Cucuron, mort en 1878 à Bouère, chevalier de la Légion d'honneur en 1852.
- Robert Hirsch, acteur, en 2017.